# Ivana Koubek

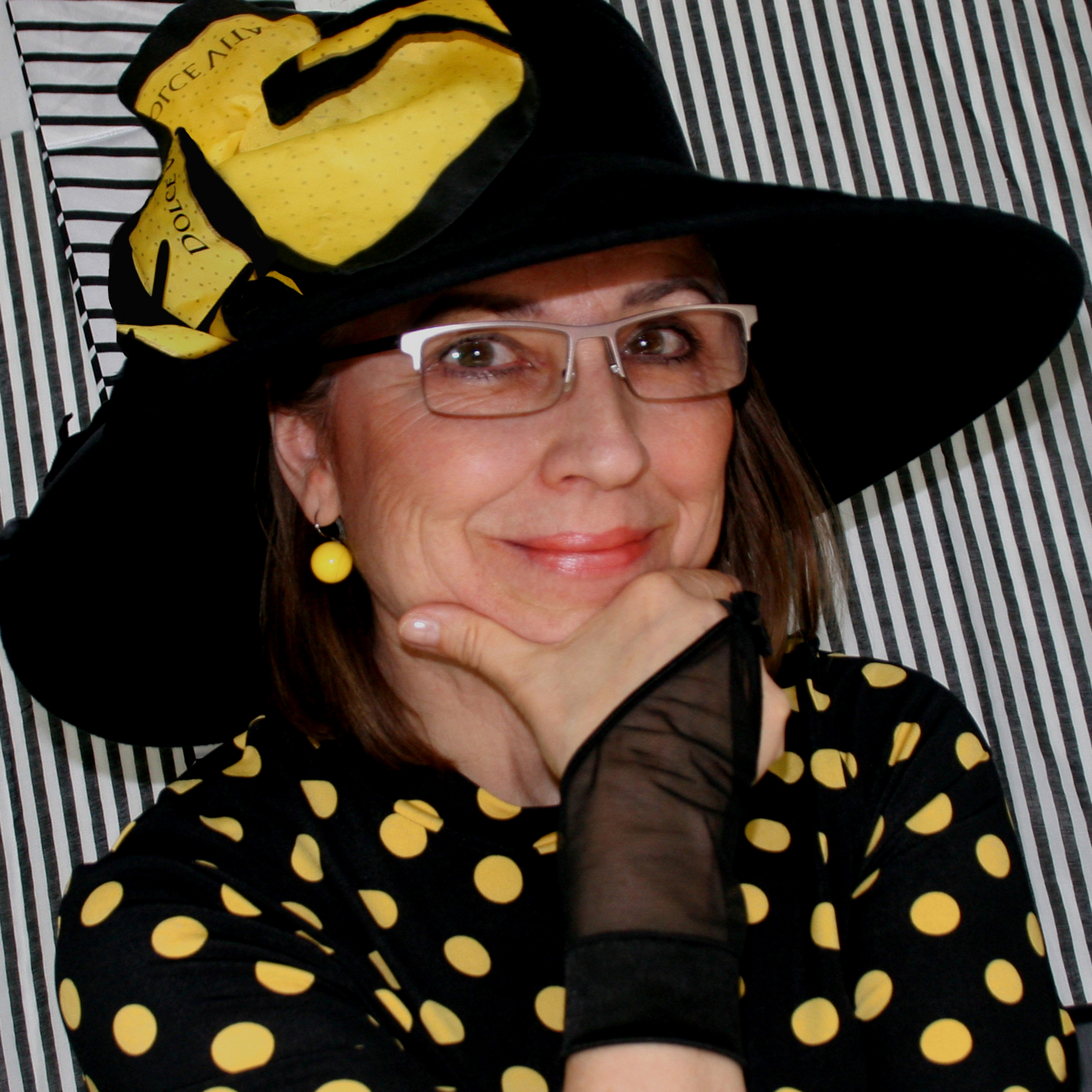
Ivana Koubek (2018)

Ivana Koubek (* 8. Februar 1959 in Aussig) ist eine aus Tschechien stammende, seit 1988 in Regensburg lebende, bildende Künstlerin. Ihr künstlerisches Schaffen reicht von Gemälden, Freskomalerei und Grafik über Buchillustration und Plakat bis zu Entwürfen für Theater und Porzellan.

## Leben und Werk
Koubek absolvierte zunächst eine Ausbildung an der Volkskunstschule in Aussig und der Fachoberschule (SUPŠS) für Glaskunst in Železný Brod mit Schwerpunkten modernes Glasdesign, Malerei und Grafik. Es folgte zwischen 1978 und 1981 ein privates Studium an der Akademie der Bildenden Künste Prag beim akademischen Maler und Professor Jan Smetana.
Die ersten künstlerischen Erfahrungen sammelte sie in der ehemaligen Tschechoslowakei als Glasdesignerin bei Preciosa. Nach der Ankunft in Regensburg zog Koubek bei der Einrichtung des Naturkundemuseums Ostbayern mit erdgeschichtlichen Rekonstruktionen Aufmerksamkeit auf sich und machte sich mit verschiedenen Plakaten sowie mit kunstpädagogischen und sozialintegrativen Projekten einen Namen. Auf die Grenzöffnung nach der Samtenen Revolution in der Tschechoslowakei reagierte Koubek mit einigen deutsch-tschechischen Kunstprojekten als Beitrag zur Freundschaft zwischen den beiden Nachbarländern.
Neben den mit 1., 2. und 3. Preis der Stadt Regensburg ausgezeichneten Plakaten für 25 Jahre Regensburger Dult 1997 (Dultmaus), das Bayerische Jazzweekend 1998 und UNESCO-Welterbe 2015 wie auch dem großen Plakat für das Regensburger Bürgerfest 2009 sind ihre Fresken und großformatigen Gemäldezyklen besonders bekannt. 2001 gestaltete sie das Interieur der neu erbauten Kapelle in Neudorf (Gemeinde Pettendorf) in der Freskotechnik mit sakraler Thematik.
Inhaltlich setzt sich Koubek mit biblischen und mythologischen Themen, Werken der Weltliteratur sowie Ereignissen aus der europäischen Geschichte auseinander. Seit 2019 kommen die virtuellen Welten der Computerspiele als Inspirationsquelle hinzu. Im Unterschied zu den meisten Künstlern der Game Art entstehen ihre Arbeiten nicht mithilfe des Computers, sondern in Verwendung traditioneller Techniken, wie Zeichnung und Malerei.
In ihrem Werk sind sowohl die figurale als auch abstrakte Malerei vertreten, wobei die Einflüsse des tschechischen Kubismus sowie Zitate alter Meister zu erkennen sind. Ihre bevorzugten Techniken sind Zeichnung, insbesondere mit Kohle, Rötel, Tusche, Aquarellfarben wie auch mit Sand aufgearbeitete Acrylfarben auf Leinwand. Während die früheren Arbeiten Koubeks recht farbenfroh sind, wird die Farbe zu Beginn des zweiten Millenniums oft auf schwarz-weiße, graue und braune Töne reduziert. Seit 2019/2020 wiederholt die Farbpalette Koubeks aktuelle Farben der Computerspiele.

## Werke (Auswahl)

### Gemälde

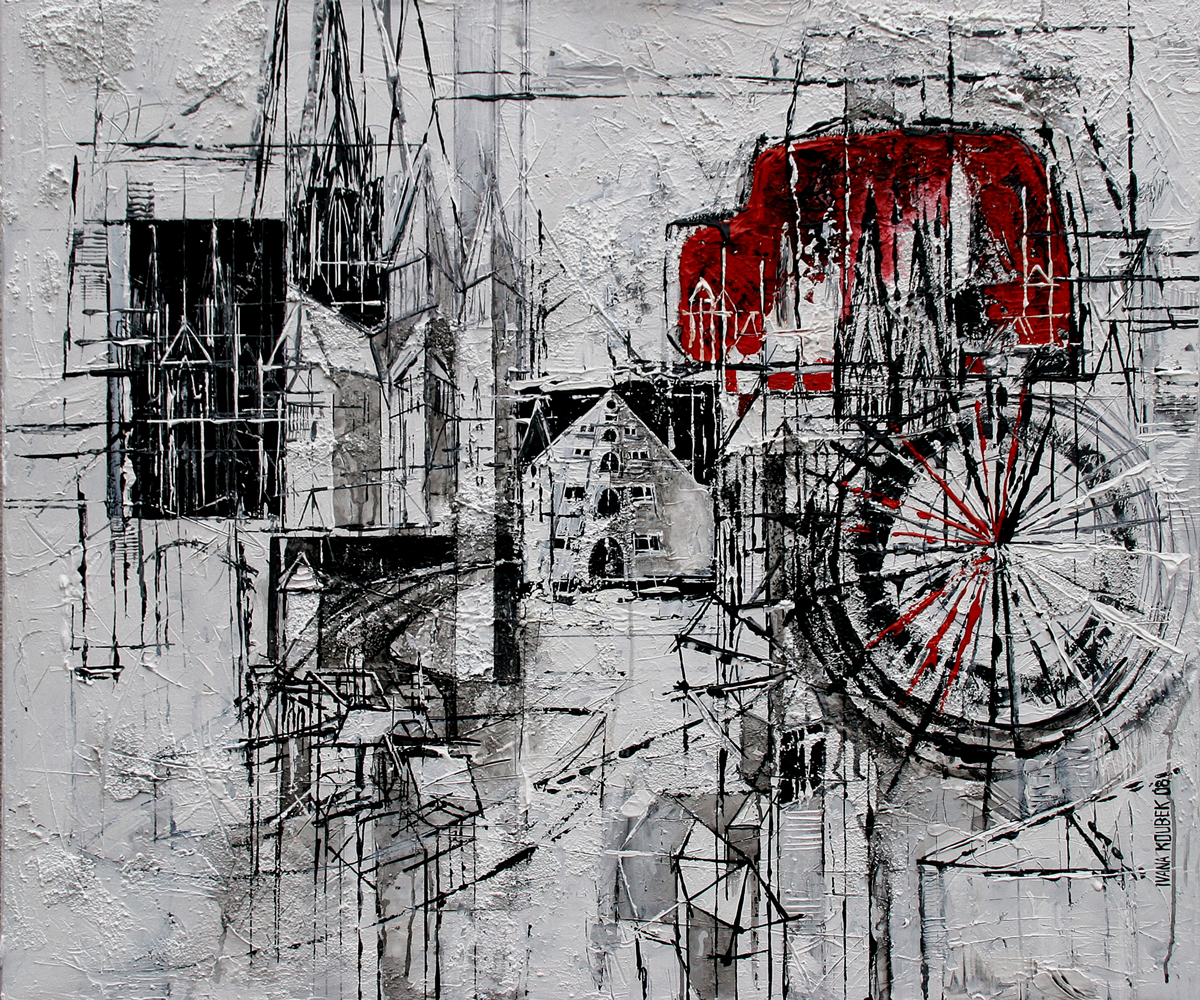
Ivana Koubek, Regensburg im Winter, Acryl auf Leinwand, 2008

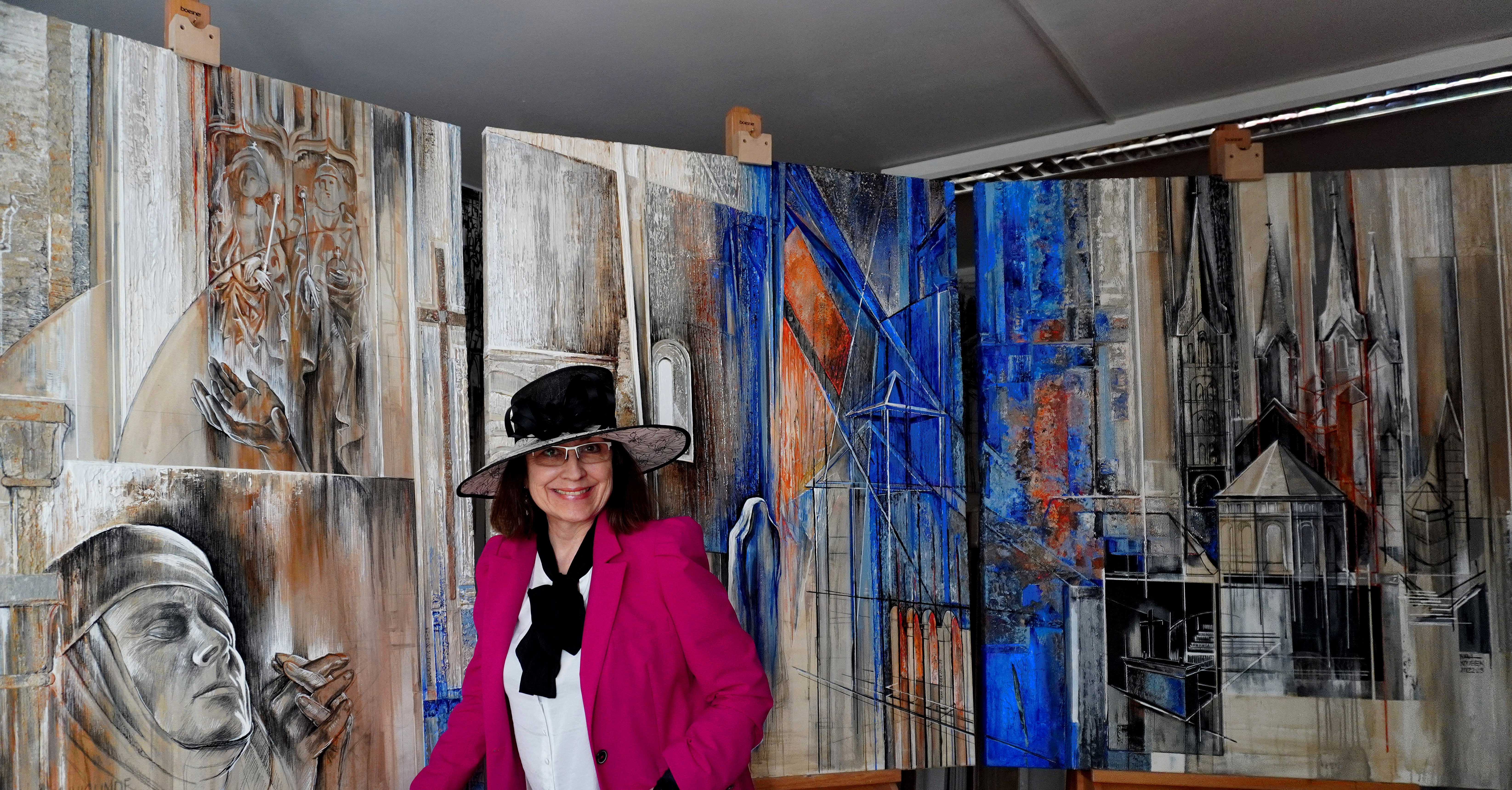
Ivana Koubek, Kunigunde von Luxemburg, Mischtechnik auf Leinwand, 2022–23

- 1993: Gemälde mit erdgeschichtlichen Rekonstruktionen für das Naturkundemuseums Ostbayern (Depot des Museums, Fotoabzüge in Dauerausstellung)[1]
- 1994: Stadtlandschaft im Bayerischen Verwaltungsgericht Regensburg
- 1999: Hommage an den Regensburger Illustrator, Graphiker und Pädagogen Alfred Zacharias[7]
- 2001–2019: Zyklus Faust-Walpurgisnachtstraum
- 2002: Der Markt in der Chamer Sammlung
- 2002: Triptychon Regensburg im Cafè des Krankenhauses Barmherzige Brüder Regensburg
- 2003: Gemälde Die Regensburger Domspatzen im Chorsaal der Regensburger Domspatzen
- 2003–2004: Zyklus Bernauerin[1]
- 2005: Altargemälde für die Hauskapelle der Kursana Residenz[8]
- 2007: Regensburg im Künstlerhaus Andreas-Stadel
- 2007: Krankenschwester im Ärztehaus Regensburg-Dechbetten
- 2008–2019: Serie Bäume
- 2009: Bürgerfest im Kulturamt Regensburg
- 2009: Triptychon Regensburg der Barbara Blomberg
- 2009: Fünf Gemälde für renoviertes Gebäude IG Metall Regensburg
- 2009: Marktplatz in der Chamer Sammlung im Rathaus Cham[9]
- 2019: Serie World of Warcraft[10]
- 2020: Serien Pokémon, Super Mario und Zelda[11]
- 2020: Die Gameconroller und Das Höhlengleichnis[12]

### Fresken

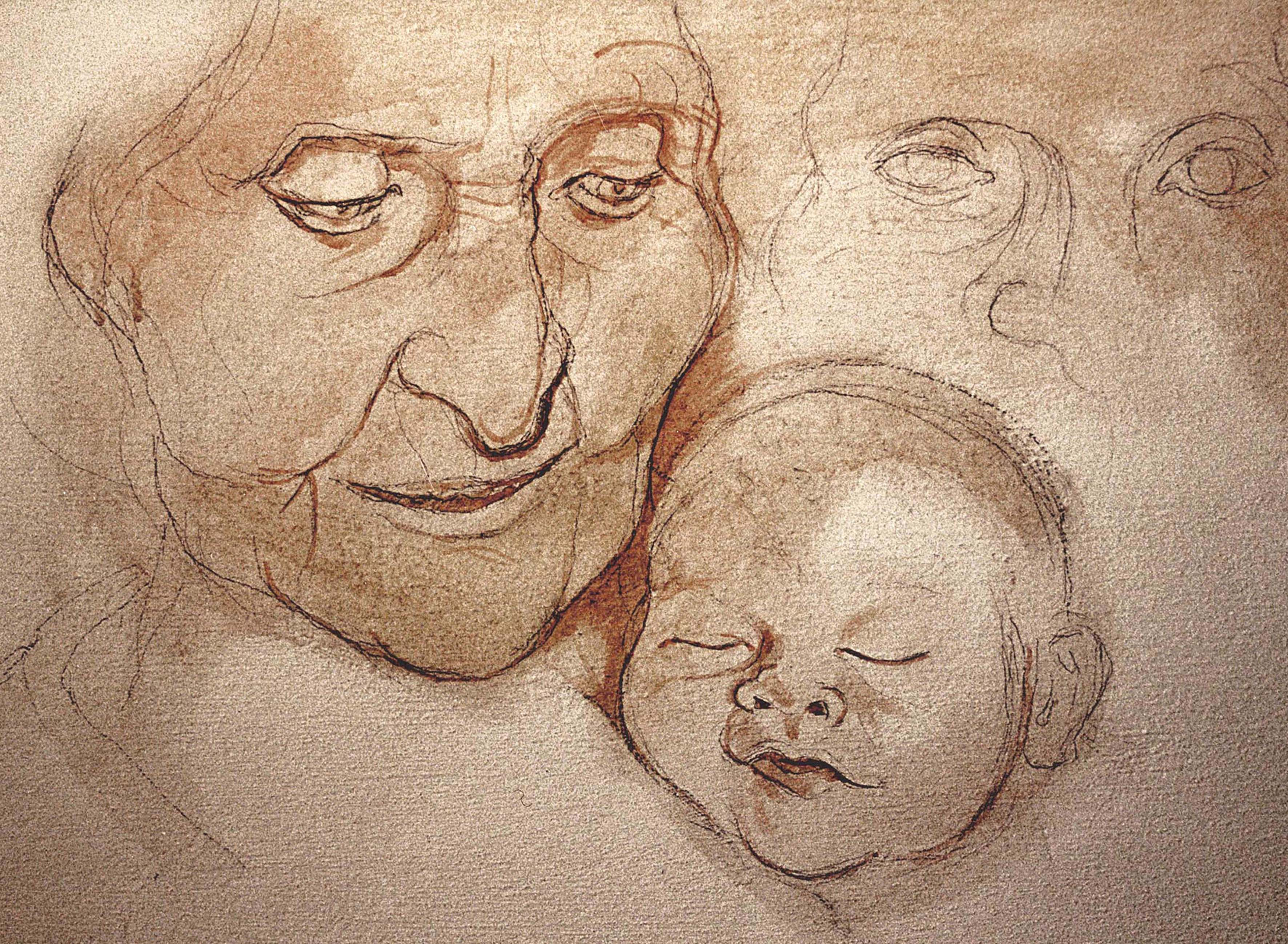
Ivana Koubek, Neudorf bei Pettendorf, Fresken in der Kapelle, Vorzeichnung, 2001

- 2001: Kapelle des Architekten Günther Freisleben in Pettendorf bei Regensburg mit dem Thema der Schutzmantelmadonna und Allegorie des Lebens[5]
- 2003: Fresken mit dem Thema Lebensbaum im Atrium des Einfamilienhauses in Rohrdorf (Gemeinde Pielenhofen) vom Architekt Günter Freisleben
- 2004: Ehemaliges Haus und Atelier des Malers Josef Georg Miller in Kallmünz, Fassadenbild mit dem Thema „Das Leben ist schön“[1]

## Veröffentlichungen

### Buchillustrationen
- Peter Nüesch: Tierisch ernst. Geschichte für grosse und kleine Kinder. Regensburg 1997, ISBN 3-927529-94-X
- Ursula Pfeiffer: Bettenbeißer und Federndrache. Eine Geschichte von Träumen. Regensburg 1998, ISBN 3-931904-46-6
- Susanne Geser, Herbert Wittel: Pusteblumen. Lyrik von unten. Regensburg 2005, ISBN 978-3934941205
- Rodrigo Fernandez, Barbara Häublein, Edith Scheffold, Reinhard Schuhmann: Musik erleben 1/2, 3, 4 (Lehrbücher und Lehrhandbücher 1998–2005). ISBN 3-523-01401-8
- Baby & Kinder-Album. Wemas Verlag, Barbing 2002.[1]
- Georg Schindler: Fabelhafte Geschichten. Regensburg 2015, ISBN 978-3-9814464-9-4
- Eva Herrmann: Singspiel-Heft mit Klavier. Regensburg 2016.[13]

### Fotografie
- Susanne Geser, Herbert Wittl (Hg.): Gesichter einer Stadt. Fotografie und Design: Ivana Koubek, edition buntehunde GdBR, Regensburg 2005, ISBN 3-934941-21-4
- Ludmila Kvapilová, Ivana Koubek: Regensburger Elefant. Ein Projekt des Ausländerbeirates der Stadt Regensburg, der Künstlerin Ivana Koubek gemeinsam mit den Kindern der Von-der-Tann-Schule (Geburtstagskalender), hrsg. vom Ausländerbeirat der Stadt Regensburg, Regensburg 2012[14]

## Projekte

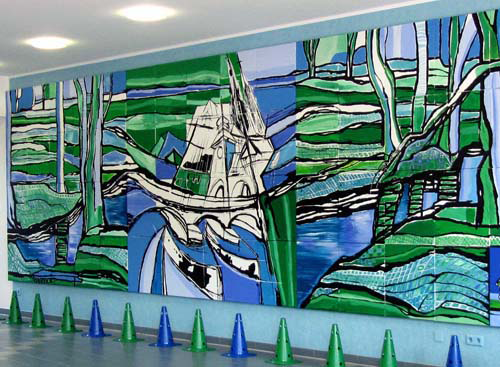
Ivana Koubek, Installation in der Aula der Grundschule Burgweinting, Acryl auf Leinwand, 2014

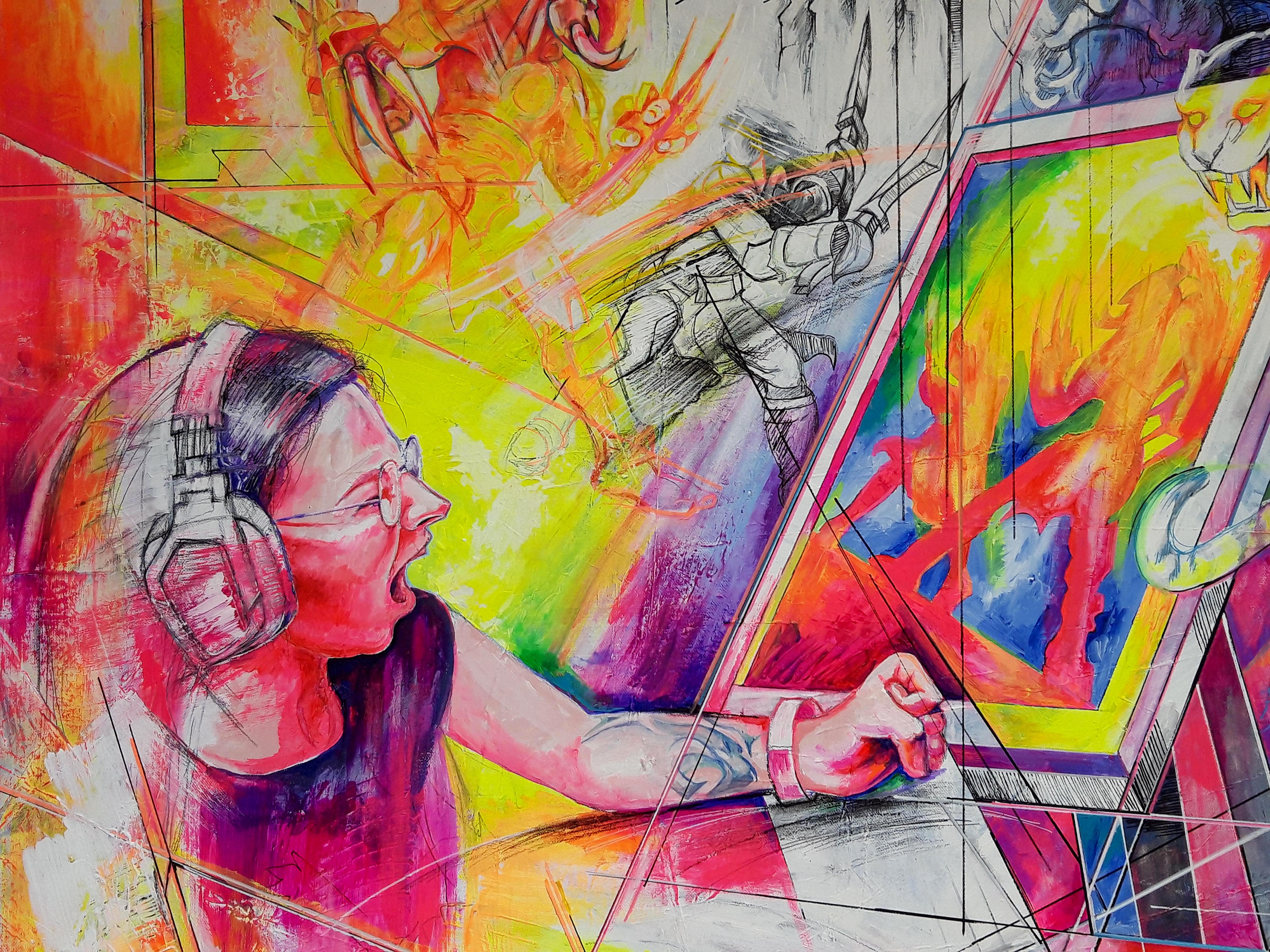
Ivana Koubek, Höhlengleichnis, Detail, Mischtechnik auf Leinwand, 350 × 150 cm, 2020

- 1993–1997: Entwürfe und Realisation von Bühnenbildern, Kulissen, Kostümen und Plakaten für das Turmtheater Regensburg[1]
- 2002: Kunstprojekt 'Faust-Performance' in Prag. Eine Kooperation mit deutschen und tschechischen Künstlern, Musikern und Theaterleuten.[1]
- 2004: Projekt ‚CRESCENDE’ im Pater-Rupert-Mayer-Zentrum Regensburg
- 2004: Kunstprojekt 'Bernauerin' mit dem Komponisten Thomas Humbs und der Jazzsängerin Jana Koubková[1]
- 2007–2008: Künstlerische Gestaltung der Aula und des Treppenhauses der Grundschule in Bad Abbach, der Aula der Hermann-Zierer-Schule in Obertraubling, des Labors der Grundschule in Großberg und der Aula des Staatlichen Berufsbildungszentrums in Regensburg[1]
- 2008: Projekt ‚Lebensbaum’ gemeinsam mit der Tänzerin Immo Buhl im Andreasstadel Regensburg[15]
- 2007–2012: Entwürfe für Schokoladen und Pralinen der Seidl Confiserie in Laaber[1]
- 2009: Projekt mit der Lithographiewerkstatt Tomáš Svoboda in Prag[1]
- 2009: Plakat für das Bürgerfest der Stadt Regensburg[16]
- 2009–2012: Illustrierte Geldscheine DONAUTALER[17]
- 2012: REGENSBURGER ELEFANT des Ausländerbeirates der Stadt Regensburg[18]
- 2014: Künstlerische Gestaltung der Aula der Grundschule in Burgweinting[1]
- 2018: Bahnenfahnen für die Steinerne Brücke des UNESCO-Welterbes Regensburg
- 2018: Plakate, Broschüre und Logo für die Theateraufführung „Tare“ (Tanz und Architektur in Regensburg) in Velodrom Regensburg[19]
- 2018: BAMBERGER REITER
- 2018: Straßenzeitung RECARA[20]
- 2019: Entwürfe für Goebel-Porzellan[2]
- 2020: Das Computerspiel[21]

## Ausstellungen (Auswahl)

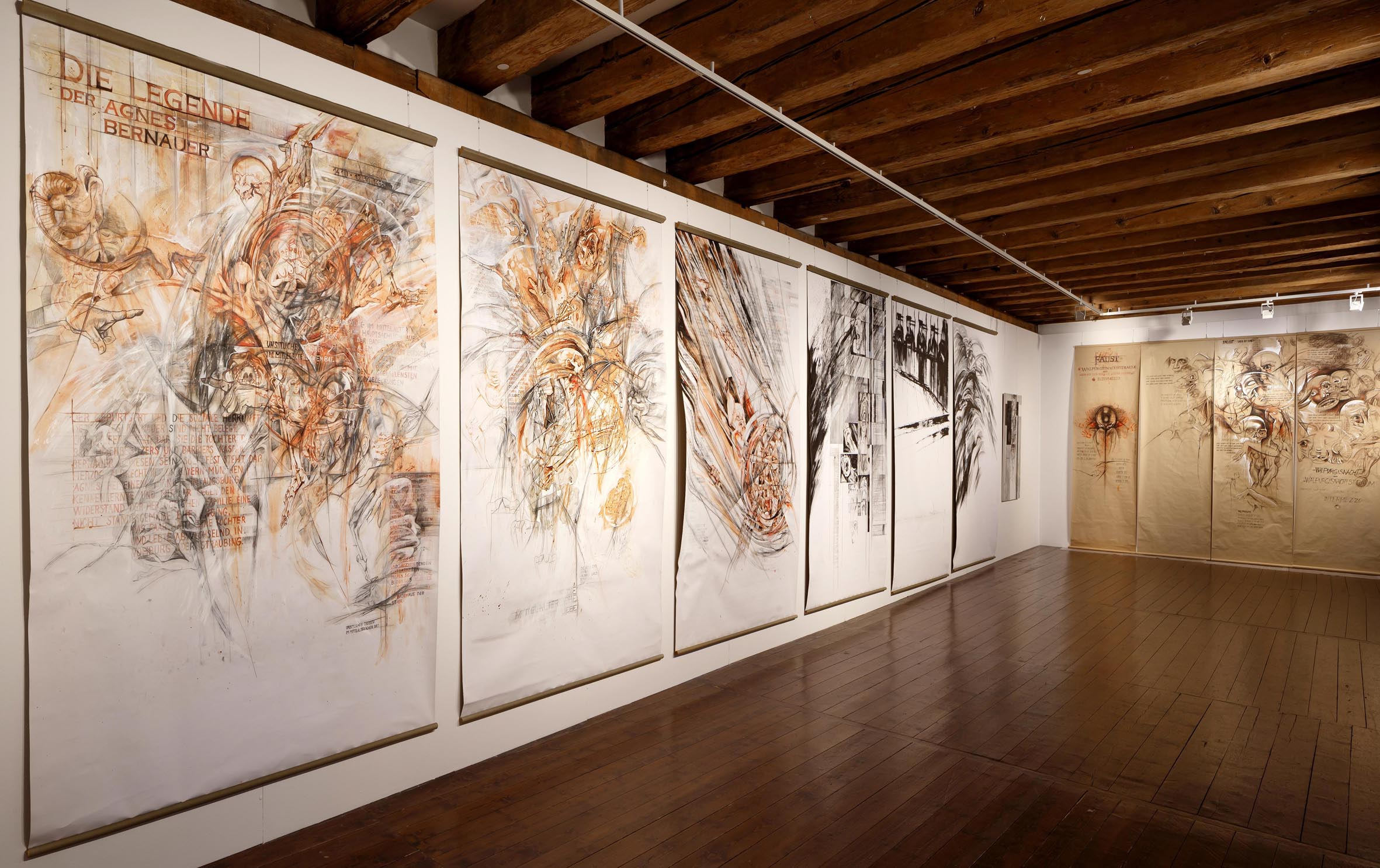
Ivana Koubek, Bernauerin, Ausstellung in der Städtischen Galerie im Leeren Beutel, Museen der Stadt Regensburg 2020

- 1988: Ivana Koubková. Zeichnungen, Stadtbücherei Regensburg im Thon-Dittmer-Palais[1]
- 1990: Ivana Koubek. Bilder, Kunstraum Sigismundkapelle in Regensburg
- 1993: Retrospektive 1992–1993, Naturkundemuseum Ostbayern, Regensburg
- 1994: Paläontologisches Museum München[1]
- 2001: Faust. Ivana Koubek und Ana Matt, Leerer Beutel Regensburg[22]
- 2002: Ivana Koubek. Ilustrace, Staatliche Galerie Bratří Špilarů in Domažlice, Muzeum Chodska[23]
- 2002: Rathaus Cham, Ausstellung im Rahmen des Chamer Kultursommers[24]
- 2004: Legenda Ágnes Bernauerová, Galerie Mázhaus im Pilsner Rathaus[1]
- 2004: Weinschenk-Villa in Regensburg[1]
- 2006: Staatliche Galerie Bratří Špillarů: Bernauerin - Muzeum Chodska in Domažlice[25]
- 2007: Regensburg trifft Prag, Künstlerhaus Andreas-Stadel Stadtamho, Regensburg[26]
- 2007: Kunstpavillon München[1]
- 2008: Ivana Koubek 1988–2008, Künstlerhaus Andreas-Stadel Stadtamho, Regensburg[27]
- 2010: Kapelle. Fresken, IFAGE Wiesbaden
- 2013: Kaple. Fresky, Theater und Galerie Alfa, Pilsen
- 2015: Kunst- und Gewerbeverein Regensburg: Ein Fahrstuhl zur Kunst[28]
- 2020: Dynamische Facetten, Städtische Galerie im Leeren Beutel, Museen der Stadt Regensburg[29]
- 2023: Frauen Taten Werke, Diözesanmuseum Bamberg[30]

## Videos über Ivana Koubek
- Dokumentace o Ceske malirce Ivane Koubek